# Megachile toluca
Megachile toluca är en biart som beskrevs av Cresson 1878. Megachile toluca ingår i släktet tapetserarbin, och familjen buksamlarbin. Inga underarter finns listade i Catalogue of Life.